# Область Лоуэлла

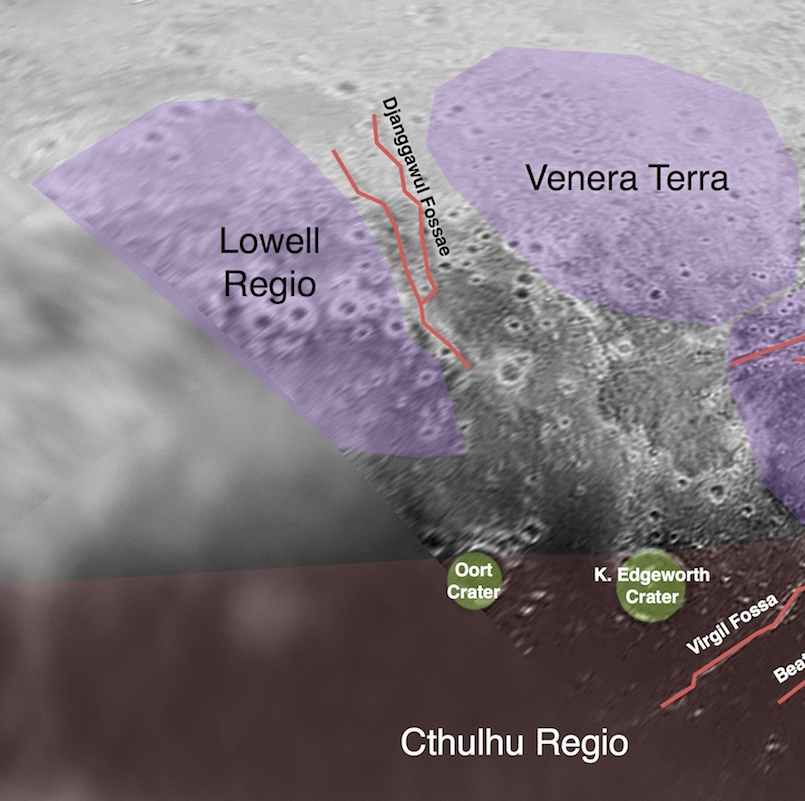
Область Лоуэлла

Область Лоуэлла — регион на карликовой планете Плутон, в окрестностях северного полюса (доходит до 55°N).
Область была обнаружена космическим аппаратом «Новые горизонты» в 2015 году. Названа в честь Персиваля Лоуэлла, который создал обсерваторию, где Клайд Томбо открыл Плутон. Название было утверждено Международным астрономическим союзом 30 мая 2019 года.